# Радељевићи
Радељевићи су насељено мјесто у општини Кисељак, Босна и Херцеговина.

## Становништво
|             | 2013.        | 1991.        | 1981.        | 1971.         | 1961.        |
| Укупно      | 137 (100,0%) | 93 (100,0%)  | 99 (100,0%)  | 109 (100,0%)  | 103 (100,0%) |
| Бошњаци     | 135 (98,54%) | 90 (96,77%)1 | 92 (92,93%)1 | 100 (91,74%)1 | 54 (52,43%)1 |
| Хрвати      | 2 (1,460%)   | 3 (3,226%)   | 7 (7,071%)   | 9 (8,257%)    | 27 (26,21%)  |
| Југословени | –            | –            | –            | –             | 22 (21,36%)  |

1. 1 На пописима од 1971. до 1991. Бошњаци су пописивани углавном као Муслимани.